# Conservatoire d'Odessa
Le Conservatoire d'Odessa (actuellement nommé Académie nationale de musique Antonina Nejdanova d'Odessa ; en ukrainien : Одеська національна музична академія імені А. В. Нежданової) est une école de musique ukrainienne fondée en 1913.

## Histoire
Fondé en 1913 par le compositeur Witold Maliszewski, le Conservatoire d'Odessa prend le nom d'une ancienne élève, la chanteuse d'opéra Antonina Nejdanova, en 1950. Par décret du président Viktor Ianoukovytch en 2012, il prend son nom actuel d'Académie nationale de musique Antonina Nejdanova d'Odessa.

## Anciens élèves (sélection)
- Arnold Azrikan, chanteur
- Emil Cooper, chef d'orchestre
- Emil Gilels, pianiste
- Julia Gomelskaïa, compostrice
- Galina Grigorjeva, compositrice
- Maria Grinberg, pianiste
- Yossif Kobzon, chanteur
- Zara Levina, pianiste et compositrice
- Benno Moiseiwitsch, pianiste
- Antonina Nejdanova, chanteuse
- David Oïstrakh, violoniste
- Iakov Zak, pianiste

## Anciens professeurs (sélection)
- Julia Gomelskaïa, compositrice
- Witold Maliszewski, compositeur, fondateur
- Theophil Richter, compositeur
- František Stupka, chef d'orchestre